# Psychoda mundula
Psychoda mundula är en tvåvingeart som beskrevs av Duckhouse 1966. Psychoda mundula ingår i släktet Psychoda och familjen fjärilsmyggor. Inga underarter finns listade i Catalogue of Life.